# Total Commander
Bản mẫu:Redir
Total Commander là phần mềm quản lý file. Chương trình có hai cửa sổ mở song song, tương tự như Norton Commander, hay Midnight Commander. Điều đó tiện lợi cho việc sao chép, di chuyển file giữa các thư mục khác nhau. Bên cạnh những hỗ trợ cơ bản (nén file/giải nén, xem nội dung các file văn bản), Total Commander còn cho phép người dùng thêm các tính năng thông qua plug-in.
Mặc dù chạy trên Windows nhưng Total Commander có thể đọc được các phân vùng có định dạng ext2 và ext3 của Linux. Điều đó giúp thao tác thuận tiện đối với máy có cài đặt hai hệ điều hành.

## Chức năng
- Hai cửa sổ hai bên, duyệt file theo tab
- Hỗ trợ đa ngôn ngữ: Tiếng Anh, tiếng Đức, tiếng Pháp, tiếng Ý, tiếng Đan Mạch, tiếng Thụy Điển, tiếng Na Uy, tiếng Hà Lan, tiếng Tây Ban Nha, tiếng Séc, tiếng Nga, tiếng Ba Lan, tiếng Hungary và giờ là tiếng Do Thái, tiếng Hy Lạp, tiếng Nam Phi, tiếng Catalan, tiếng Thổ Nhĩ Kỳ và tiếng Ukraina.
- Đa giao diện
- Chức năng tìm kiếm nâng cao
- So sánh file, đồng bộ thư mục
- Nén, giải nén: ZIP, ARJ, LZH, RAR, UC2, TAR, GZ, CAB, ACE
- Tích hợp truy cập FTP, hỗ trợ HTTP Proxy
- Kéo thả
- Đổi tên file hàng loạt
- Cắt nối file
- Tìm file trùng
- Tích hợp trình xem file, xem dạng nhị phân, thập lục phân

Xem thêm: Some features of Total Commander